# Got Love
Got Love (stilizzato GOT♡) è il secondo EP del gruppo musicale sudcoreano Got7, pubblicato il 23 giugno 2014.
Il 25 luglio 2014 viene pubblicata un'edizione speciale a Taiwan, che include nel CD anche le sei tracce di Got It?, oltre a un DVD con i video musicali di Girls Girls Girls e A.

## Descrizione
Il disco consta di otto tracce: U Got Me è di genere hip hop con la batteria come strumento principale, mentre A è un brano veloce R&B con ritmi hip hop composto da J.Y. Park. Il titolo è un'associazione tra la lettera inglese "a" e l'esclamazione coreana omofona, usata per punzecchiare una persona che tenta invano di nascondere i propri sentimenti. Il brano racconta la gioia nel rendersi conto del cambio nella relazione con un'altra persona, e l'eccitazione e i sentimenti all'inizio di una storia d'amore.
Bad Behavior è urban R&B e il testo, scritto da JB, induce l'altra persona a dichiararsi, mentre Good Tonight unisce percussioni etniche e un arrangiamento di ottoni al ritmo urban: parla di una coppia con una relazione segreta che viene esortata a non curarsi dell'opinione altrui, ma ad amarsi. Anche Forever Young è di genere R&B e hip hop, con accenti di chitarra acustica. Le restanti tre tracce sono dei remix di A.
Il testo del rap di U Got Me è stato scritto da Jackson, sebbene non figuri tra i crediti.

## Accoglienza
Secondo Yoo Je-sang di Idology, "in termini di melodia e perfezione sonora, è un album che è stato realizzato meticolosamente lavorando sodo", mentre Jo Sung-min della stessa testata ha trovato che, a parte per A, le altre canzoni fossero ripetitive.

## Tracce
Crediti adattati dal database della Korea Music Copyright Association.
1. U Got Me – 3:46 (Chloe, Noday)
2. A – 3:01 (testo: J.Y. Park "The Asian Soul" – musica: J.Y. Park "The Asian Soul", Noday)
3. Bad Behaviour (나쁜 짓?, Nappeun jitLR) – 3:09 (testo: JB, Alex G, Erika Nuri, Andy Love – musica: Alex G, Erika Nuri, Andy Love)
4. Good Tonight – 3:24 (testo: Lee Woomin "collapsedone", Crizzy, Guy – musica: Lee Woomin "collapsedone", Fredrik "Fredro" Ödesjö, Crizzy, Guy)
5. Forever Young – 3:43 (testo: Noday, Chloe – musica: Noday, Chloe, Philip)
6. A (collapsedone Remix) – 2:59 (testo: J.Y. Park "The Asian Soul" – musica: J.Y. Park "The Asian Soul", Lee Woomin "collapsedone")
7. A (Toyo Remix) – 3:10 (testo: J.Y. Park "The Asian Soul" – musica: J.Y. Park "The Asian Soul", Toyo Lee)
8. A (Frants Remix) – 4:39 (testo: J.Y. Park "The Asian Soul" – musica: J.Y. Park "The Asian Soul", Frants)

## Formazione
- Mark – rap
- JB (Defsoul) – voce
- Jackson – rap
- Junior – voce
- Youngjae (Ars) – voce
- BamBam – rap
- Yugyeom – voce

## Classifiche

### Classifiche settimanali
| Classifica (2014) | Posizione massima |
| ----------------- | ----------------- |
| Corea del Sud     | 1                 |

### Classifiche di fine anno
| Classifica (2014) | Posizione |
| ----------------- | --------- |
| Corea del Sud     | 37        |